# NA-2300
La NA-2300 comunica el Polígono Industrial de Areta con Sarriguren y lo enlaza mediante una vía desdoblada a la PA-30 (Ronda de Pamplona) y a la PA-33 (acceso sur a Pamplona).

## Recorrido
| Denominación | Kilómetro | Salida | Carretera   | Dirección                                 |
| ------------ | --------- | ------ | ----------- | ----------------------------------------- |
| NA-2300      | 0         |        | PA-30 PA-33 | Sarriguren Pamplona (Centro) Olaz Gorraiz |
| NA-2300      | 0         |        | NA-2306     | Burlada Villava Huarte                    |

- Datos: Q12264083